# Tropicale Amissa Bongo 2012
La 7e édition de la Tropicale Amissa Bongo a eu lieu du 24 au 29 avril 2012. Cette compétition, organisée au Gabon, fait partie de l'UCI Africa Tour en catégorie 2.1.

## Étapes
| Étape     | Date     | Villes étapes        |  | Distance (km) | Vainqueur d’étape | Leader du classement général |
| --------- | -------- | -------------------- |  | ------------- | ----------------- | ---------------------------- |
| 1re étape | 24 avril | Fougamou - Lambaréné |  | 93            | Yohann Gène       | Yohann Gène                  |
| 2e étape  | 25 avril | Lambaréné - Ndjole   |  | 128,6         | Nikita Umerbekov  | Meron Russom                 |
| 3e étape  | 26 avril | Franceville - Akiéni |  | 89,4          | Thomas Voeckler   | Meron Russom                 |
| 4e étape  | 27 avril | Mounana - Bongoville |  | 121,6         | Tarik Chaoufi     | Anthony Charteau             |
| 5e étape  | 28 avril | Lékoni - Franceville |  | 98            | Yohann Gène       | Anthony Charteau             |
| 6e étape  | 29 avril | Owendo - Libreville  |  | 49,8          | Fabian Schnaidt   | Anthony Charteau             |